# 小林兵庫
小林 兵庫（こばやし ひょうご、1888年（明治21年）3月21日 - 没年不明）は、日本の実業家、政治家。東洋キネマ社長。同和火災海上保険（現・あいおいニッセイ同和損害保険）顧問。千代田区会議長。

## 経歴
東京都出身。中央大学法学部を卒業。1928年、東洋キネマ社長に就任。千代田区会議員に当選する。1951年、千代田区会議長に選ばれ、同和火災海上保険神田支部長を経て同社顧問。北神保町郵便局長、神田警察懇話会長、人権擁護委員などを兼務する。

## 人物
宗教は神道。趣味は囲碁、剣道。本籍は静岡県。住所は東京都千代田区神田駿河台1丁目。

## 栄典
- 1966年 - 勲五等双光旭日章[2]

## 家族・親族
小林家
- 養子（中央気象台勤務）[3]
- 長女[1]
- 二女[1]
- 孫[3]

親戚
- 細田英明（弁護士、細田英明法律事務所長）[5]